# Ратца
Ратца (рус. Ратца) река је на северозападу европског дела Руске Федерације, лева притока реке Чагоде и део сливног подручја реке Волге и Каспијског језера. Протиче преко источних делова Новгородске и западних делова Вологодске области.
Свој ток почиње на Валдајском побрђу, на подручју Хвојњанског рејона Новгородске области и углавном тече у смеру истока. Укупна дужина водотока је 97 km, док је површина сливног подручја 450 km².